# Molophilus (Molophilus) mouensis
Molophilus (Molophilus) mouensis is een tweevleugelige uit de familie steltmuggen (Limoniidae). De soort komt voor in het Australaziatisch gebied.